# Пономарёв, Александр Михайлович (артист)
Алекса́ндр Миха́йлович Пономарёв (3 января 1960, Астрахань — 18 апреля 2024) — российский актёр театра и кино, театральный деятель, сценарист, режиссёр.

## Биография
Александр Михайлович Пономарёв родился 3 января 1960 года в Астрахани.
- 1977—1981 годы — учился в Школе-студии МХАТ (курс В. П. Маркова и Е. Н. Морес).
  - окончил с красным дипломом.

Умер 18 апреля 2024 года в возрасте 64 лет.

### Театры
- 1981—1986 — Электротеатр «Станиславский»[3].
- 1986—1988 — театр «Эрмитаж».
- 1988—1993 — создал театр-студию «Чёт-нечет» (при «Творческих мастерских»)
- 1997—2024 — РАМТ

### Режиссёрские работы
- 1999 — А. Кручёных «Победа над солнцем» (РАМТ);
- 1999 — «Шаман и Снегурочка» по А. Островскому и В. Хлебникову (РАМТ) (спектакль был посвящён памяти хлебниковеда Рудольфа Дуганова, умершего годом ранее[4]);
- 2000 — «Великаны и козявки» по С. Маршаку, К. Чуковскому и ОБЭРИУ (РАМТ);
- 2001 — «Недосягаемая» С. Моэма (Новосибирский театр «Красный факел»);
- 2003 — А. Арбузов «Таня. Первый вариант» (РАМТ);
- 2003 — «Правда о Дон Кихоте и Санчо» по  М. Сервантесу (Московский театр «Около дома Станиславского»);
- 2013 — «Роза и Крест» А. Блока (Московский театр «Школа Драматического Искусства»);
- 2018 — «Любовь и смерть Зинаиды Райх» В. Семеновского (РАМТ);
- 2021 — «Блоха» Е. Замятина (РАМТ).

### Фильмография

#### Режиссёр
Поставил в качестве режиссёра на канале «Культура» фильмы-спектакли:
- 2002 — «Обыкновенная жизнь» по Р. М. Рильке,
- 2002 — «Подвиги Великого Александра» по М. Кузмину,
- 2003 — «Стоянка» по Дж. Лондону.

#### Актёр
| Год  |    | Название                                  | Роль                                 |
| ---- | -- | ----------------------------------------- | ------------------------------------ |
| 1981 | тф | И с вами снова я...                       | Александр Сергеевич Пушкин           |
| 1988 | ф  | Благородный разбойник Владимир Дубровский | француз                              |
| 1988 | тф | Лист Мёбиуса                              | Костя, Константин Михайлович Малышев |
| 1991 | ф  | Призраки зелёной комнаты                  | Уолтер Кеттл                         |
| 2011 | с  | Однажды в Ростове                         | московский художник Марк             |

## Награды
- 1999 год — Премия «Золотая Маска» в номинации «Новация» за спектакль «Победа над солнцем».